# Алханай (село)
Алхана́й (бур. Алхана) — село в Дульдургинском районе Агинского Бурятского округа Забайкальского края. Образует сельское поселение «Алханай».

## География
Расположено в 12 км к северо-западу от районного центра — села Дульдурга, на территории национального парка «Алханай». 

## Население
| 2002 | 2010  | 2012  | 2013  | 2014  | 2015  | 2016  |
| ---- | ----- | ----- | ----- | ----- | ----- | ----- |
| 1101 | ↗1140 | ↘1101 | ↘1076 | ↘1042 | ↘1016 | ↘1003 |
| 2017 | 2021  |       |       |       |       |       |
| ↘983 | ↘919  |       |       |       |       |       |

## Инфраструктура
Средняя общеобразовательная школа, детский сад, Дом культуры, два музея, врачебная амбулатория.

## Люди, связанные с селом
- Бадма Жапович Жабон (1919—1996) — Герой России, орденоносец, участник Великой Отечественной войны.
- Майдари Жапхандаев (1946—2008) — Народный артист России, уроженец села.